# 조 크로닌
조지프 에드워드 크로닌(Joseph Edward Cronin, 1906년 10월 12일 ~ 1984년 9월 7일)는 미국의 전 프로 야구 선수이자 감독, 구단 프런트이다. 1920년대와 1930년대에 메이저 리그 베이스볼 (MLB)에서 유격수로 활약했으며, 우투우타였다. 20 시즌 동안 피츠버그 파이리츠, 워싱턴 세너터스, 보스턴 레드삭스에서 선수로 뛰었다. 그중 13 시즌(1933–1945) 동안은 선수 겸 감독의 역할을 했으며, 선수로서 은퇴한 이후(1946–1947)에는 2년간 감독직을 수행했다.
통산 7번 올스타에 선정되었으며, 두 개의 팀에서 올스타로 선정된 최초의 아메리칸 리그 선수이기도 했다. 1956년 미국 야구 명예의 전당에 헌액되었다.